# Bach's Fight for Freedom
Bach's Fight for Freedom è un film per la televisione del 1995 diretto da Stuart Gillard e basato sulla vita del compositore tedesco Johann Sebastian Bach.

## Trama
Questo film è ambientato nel 1717 quando il compositore Johann Sebastian Bach stava inseguendo il suo sogno di comporre diversi tipi di musica. In quel tempo Bach lavorava alle dipendenze di Guglielmo Ernesto di Sassonia-Weimar, come organista di corte e maestro di concerto ma si sentiva limitato nell'esprimere la sua creatività. Il breve film racconta la frustrazione che deriva da questa condizione espressa con intemperanze e rimostranze da parte di Bach che inducono il duca a mettere al suo servizio Frederick, un ragazzo di 10 anni.
Il compositore si insospettisce inizialmente e lo considera una spia. Pian piano, però, il rapporto si evolve positivamente in quanto il ragazzo comprende lo stato d'animo di chi non può seguire i propri sogni. Il forte legame spinge Frederick a intercedere presso il duca Wilhelm quando arresta Bach colpevole di avere espresso il desiderio di trasferirsi in un'altra corte.

## Colonna sonora
1 III. Allegro dal Concerto brandeburghese n. 1 in Fa maggiore, BWV 1046 · Orchestra Filarmonica Slovacca · Ondrej Lenard · Johann Sebastian Bach
2 III. Allegro dal Concerto brandeburghese n. 3 in Sol maggiore, BWV 1048 · Orchestra Filarmonica Slovacca · Ondrej Lenard · Johann Sebastian Bach
3 Concerto brandeburghese n. 4 in Sol maggiore, BWV 1049: I. Allegro · Orchestra Filarmonica Slovacca · Ondrej Lenard · Johann Sebastian Bach
4 Concerto brandeburghese n. 4 in Sol maggiore, BWV 1049: II. Andante · Orchestra Filarmonica Slovacca · Ondrej Lenard · Johann Sebastian Bach
5 III. Allegro dal Concerto brandeburghese n. 5 in Re maggiore, BWV 1050 · Orchestra Filarmonica Slovacca · Ondrej Lenard · Johann Sebastian Bach
6 III. Allegro dal Concerto brandeburghese n. 6 in Si bemolle maggiore, BWV 1051· Orchestra Filarmonica Slovacca · Ondrej Lenard · Johann Sebastian Bach